# Biser (časopis)
Biser (bosensky Perla) byl bosenskohercegovský muslimský kulturní časopis, který vycházel v letech 1912–1914 a roku 1918 v Mostaru.

## Historie
Podnět ke vzniku čtrnáctideníku Biser s podtitulem list za širenje islamske prosvjete među Muslimanima u Bosni i Hercegovini (list pro šíření islámské osvěty mezi Muslimy v Bosně a Hercegovině) dal mostarský nakladatel Muhamed Bekir Kalajdžić (1892–1963). První číslo vyšlo 1. června 1912 a poslední 14. června 1914. V důsledku války a povolání jeho šéfredaktora Musy Ćazima Ćatiće do první světové války přestal vycházet. Po delší odmlce Kalajdžić list obnovil, první číslo vyšlo 15. ledna 1918, ale pro finanční a technické problémy časopis nadobro zanikl v prosinci 1918.
Biser po celou dobu vydávalo První muslimské nakladatelské knihkupectví a tiskárna (Prva muslimanska nakladna knjižara i štamparija), které založil a vlastnil Muhamed Bekir Kalajdžić. Do časopisu mimo jiné přispívali autoři Abdurezak Hifzi Bjelevac, Husejn Đogo a Šemsuddin Sarajlić.